# 오영식
오영식(吳泳食, 1967년 2월 28일 서울 ~ )은 대한민국의 정치인이다. 전국대학생대표자협의회 제2기 의장을 지내고, 제16·17·19대 국회의원과 제8대 한국철도공사 사장을 역임하였다.

## 일생
1966년 2월 28일 강북구 수유동에서 태어났다.고려대학교에 진학한 후 민주화운동에 투신했으며 전국대학생대표자협의회 2기 의장을 지냈다.1993년 한국대학총학생회연합가 출범하자 2000년까지 한국대학총학생회연합에서 활동했다.이후 2000년, 새천년민주당에 영입되며 정치 활동을 시작했다.
2000년 새천년민주당 비례대표 국회의원으로 출마했으나 순번이 낮아서 낙선했다. 그러나 2003년 비례대표 자격을 승계하면서 국회의원에 당선되었다. 그러나 2003년 10월 노무현대통령 탄핵사태가 발생하고 열린우리당이 창당되면서 새천년민주당을 탈당하고 열리우리당에 합류했다 이에 따라서 오영식 의원은 5개월간의 짧은 비례대표 임기를 마쳤다.
열린우리당에 합류한 후 17대 총선을 앞두고 강북구 갑 지역구에 공천을 받았으며 17대 국회의원에 당선되면서 재선에 성공했다.
제18대 국회의원 선거를 앞두고 같은 지역구에 출마했으나 한나라당 정양석 후보에 밀리면서 낙선했다.
제19대 국회의원 선거를 앞두고 민주통합당 후보로 출마했으며 52.21%의 득표율을 기록하면서 3선 고지에 올랐다. 2015년 2월에는 새정치민주연합의 최고위원이 되었다. 하지만 같은 해 11월 27일에 최고위원직에서 사퇴했다.
제20대 국회의원 선거를 앞두고는 컷오프되었다. 2018년 2월, 코레일의 신임 사장으로 선임되었다. 하지만 같은 해 12월 11일, KTX 강릉선 탈선사고에 대해 책임을 지고 사장직에서 사임하였다.
제21대 국회의원 선거를 앞두고 강북구 갑 경선에 참여했으나 천준호에 패배해 공천을 받지 못했다. 2021년 5월, 국무총리비서실장에 선임되었다.

## 논란
KTX 강릉선 탈선사고 이후 오영식 코레일 사장에게 책임론이 제기되었으며, 문재인 정부 낙하산 인사라는 비판 또한 제기되었다. 이로 인해 오 사장은 코레일 사장직을 사퇴하였다.

## 학력
- 1978년 서울휘경국민학교 졸업
- 1981년 휘경중학교 졸업
- 1985년 양정고등학교 졸업
- 1993년 고려대학교 법과대학 법학과 학사
- 2001년 고려대학교 경영대학원 금융경제 석사

## 경력
- 1988년 고려대학교 총학생회 회장
- 1988년 전국대학생대표자협의회 제2기 의장
- 2003년 3월 ~ 2003년 10월 제16대 국회의원(새천년민주당 비례대표)[8]
- 2004년 5월 ~ 2008년 5월 제17대 국회의원(서울 강북구 갑 / 통합민주당)
- 2007년 2월 ~ 2007년 8월 열린우리당 최고위원
- 2012년 5월 ~ 2016년 5월 제19대 국회의원(서울 강북구 갑 / 더불어민주당)
- 2013년 2월 ~ 2015년 2월 새정치민주연합 서울특별시당 위원장
- 2015년 새정치민주연합 최고위원
- 2018년 2월 ~ 2018년 12월: 제8대 한국철도공사 사장
- 2021년 5월 ~ 2022년 6월: 제8대 국무총리비서실장

## 역대 선거 결과
|  | 35.90% |

|  | 46.04% |

|  | 44.61% |

|  | 52.21% |

## 소속 정당
| 소속 정당 | 소속 정당      | 소속 기간 | 비고      |
| --------- | -------------- | --------- | --------- |
|           | 새천년민주당   | 2000~2003 | 정계 입문 |
|           | 무소속         | 2003      | 탈당      |
|           | 열린우리당     | 2003~2007 | 창당      |
|           | 대통합민주신당 | 2007~2008 | 합당      |
|           | 통합민주당     | 2008      | 합당      |
|           | 민주당         | 2008~2011 | 당명 변경 |
|           | 민주통합당     | 2011~2013 | 합당      |
|           | 민주당         | 2013~2014 | 당명 변경 |
|           | 새정치민주연합 | 2014~2015 | 합당      |
|           | 더불어민주당   | 2015~2016 | 당명 변경 |
|           | 무소속         | 2016~2020 | 탈당      |
|           | 더불어민주당   | 2020~2021 | 복당      |
|           | 무소속         | 2021~2022 | 탈당      |
|           | 더불어민주당   | 2022~현재 | 복당      |

## 같이 보기
- 대한민국 제16대 국회의원 선거 새천년민주당 후보 목록#비례대표
- 강북구 갑
- 서울 강북구의 국회의원
- 대한민국의 국무총리비서실장